# Флешер (Північна Дакота)
Флешер (англ. Flasher) — місто (англ. city) в США, в окрузі Мортон штату Північна Дакота. Населення — 217 осіб (2020).

## Географія
Флешер розташований за координатами 46°27′8″ пн. ш. 101°13′58″ зх. д. / 46.45222° пн. ш. 101.23278° зх. д. (46.452099, -101.232861).  За даними Бюро перепису населення США в 2010 році місто мало площу 1,84 км², з яких 1,82 км² — суходіл та 0,02 км² — водойми. В 2017 році площа становила 1,68 км², з яких 1,65 км² — суходіл та 0,02 км² — водойми.

## Демографія
Згідно з переписом 2010 року, у місті мешкали 232 особи в 113 домогосподарствах у складі 58 родин. Густота населення становила 126 осіб/км².  Було 135 помешкань (73/км²).
Расовий склад населення:
| - 97,8 % — білих - 0,4 % — корінних американців - 0,4 % — азіатів |

До двох чи більше рас належало 1,3 %. Частка іспаномовних становила 0,0 % від усіх жителів.
За віковим діапазоном населення розподілялося таким чином: 25,4 % — особи молодші 18 років, 56,1 % — особи у віці 18—64 років, 18,5 % — особи у віці 65 років та старші. Медіана віку мешканця становила 40,6 року. На 100 осіб жіночої статі у місті припадало 100,0 чоловіків;  на 100 жінок у віці від 18 років та старших — 101,2 чоловіків також старших 18 років.
Середній дохід на одне домашнє господарство  становив 62 945 доларів США (медіана — 58 125), а середній дохід на одну сім'ю — 75 941 долар (медіана — 72 917). Медіана доходів становила 41 875 доларів для чоловіків та 40 000 доларів для жінок. За межею бідності перебувало 4,7 % осіб, у тому числі 6,3 % дітей у віці до 18 років та 13,6 % осіб у віці 65 років та старших.
Цивільне працевлаштоване населення становило 169 осіб. Основні галузі зайнятості: освіта, охорона здоров'я та соціальна допомога — 26,0 %, сільське господарство, лісництво, риболовля — 18,3 %, оптова торгівля — 9,5 %, роздрібна торгівля — 9,5 %.